# Mercedes Echerer

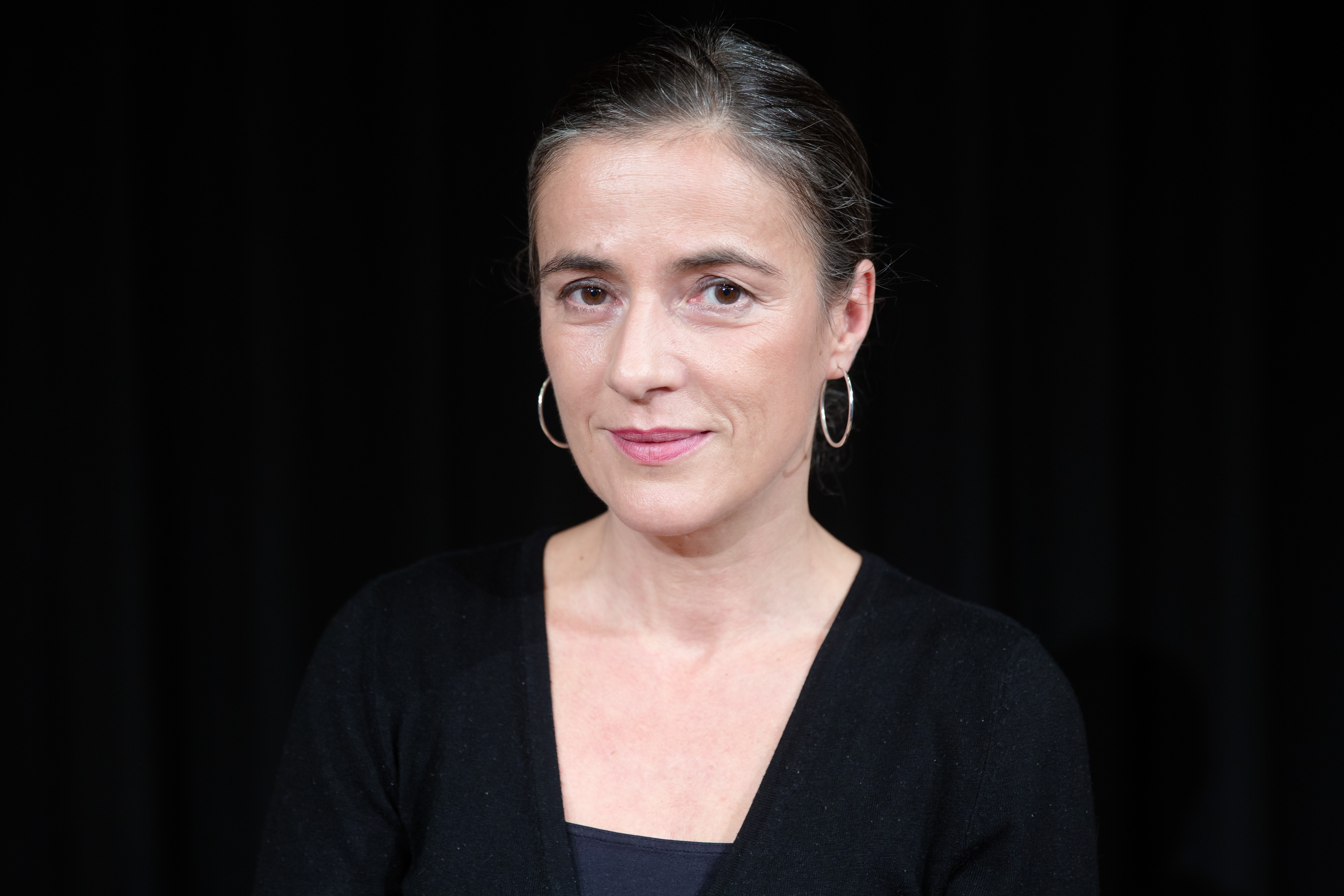
Mercedes Echerer (2015).

Raina Mercedes Echerer (Linz, 16 de mayo de 1963) es una actriz y política austríaca. 
De 1999 a 2004 fue miembro del Parlamento Europeo por el partido verde de Austria, dentro del Partido Verde Europeo, aunque no era miembro del partido. Durante su mandato, fue miembro del Comité de Cultura, Juventud, Educación, Medios de Comunicación y Deportes y sustituta del Comité Económico y el Comité de Asuntos Legales y Mercado Internacional. En 1994 participó en el Prix Ars Electronica. En 2006 tomó el papel de Elmire en la obra Tartufo de Molière presentada en el teatro estatal de St. Pölten.

## Filmografía
- Wanted (1999)
- Der See (1996)
- Halbe Welt (1993)
- Fahrt in die Hauptstadt (1991)
- Café de l'union (1990)
- Nachsaison (1988)
- Schmutz (1985)

### TV
- Ein glücklicher Tag (2004)
- Unser Opa ist der Beste (1995)
- Landläufiger Tod (1990)

## Enlaces
- Ficha en el Parlamento Europeo
- Austrian Parliament page (en alemán)
- Mercedes Echerer en Internet Movie Database (en inglés).

- Datos: Q85352
- Multimedia: Mercedes Echerer / Q85352